# Isole Heard e McDonald
L'isola Heard e le isole McDonald sono isole disabitate che si trovano nell'Oceano Antartico, a circa due terzi di distanza tra il Madagascar e l'Antartide. Esse costituiscono un territorio esterno australiano dal 1947 e contengono i due soli vulcani attivi presenti sul territorio australiano, uno dei quali (Mawson Peak) è anche la montagna australiana più elevata, con 2.745 metri. L'arcipelago si estende su una superficie di 372 km².

## Geografia
L'isola Heard è di gran lunga la maggiore del gruppo, con una superficie di 368 km²; è brulla e montuosa, coperta per l'80% di ghiacci e dominata dal Mawson Peak, un vulcano alto 2.745 m che fa parte del massiccio chiamato Big Ben.
Mawson Peak è uno dei due soli vulcani attivi del territorio australiano; l'altro si trova sull'isola McDonald. È anche uno dei monti più elevati dell'Australia (più alto dello stesso Monte Kosciuszko).
C'è un ulteriore piccolo gruppo di isolotti e scogli posti circa 10 km a nord dell'isola Heard: Shag Islet, Sail Rock e Drury Rock; in tutto essi hanno una superficie di circa 1,1 km².
Le isole McDonald sono situate 44 km a ovest dell'isola Heard; sono piccole e rocciose. Esse consistevano, alla data del 1980, dell'isola McDonald (186 metri di massima altezza), Flat Island (55 metri) e Meyer Rock (170 metri), per una superficie complessiva di circa 2,5 km² (di cui 1,13 km² l'isola McDonald). Esse, così come l'isola Heard, rappresentano sporgenze del pianoro delle Kerguelen.
Il vulcano posto sull'isola McDonald, dopo essere rimasto dormiente per circa 75.000 anni, è tornato attivo nel 1992, eruttando successivamente diverse volte. Un'immagine satellitare ripresa nel 2004 ha mostrato che la recente attività vulcanica aveva congiunto l'isola McDonald alla più settentrionale Flat Island in un'unica isola, raddoppiandone grosso modo la superficie risultante. Come risultato dell'attività vulcanica fra novembre 2000 e la fine del 2001, l'area dell'isola McDonald è aumentata infatti a 2,45 km², mentre il suo culmine raggiungeva almeno 230 m; tale attività vulcanica ha comportato peraltro la completa distruzione della vegetazione dell'isola. L'ultima eruzione di cui si abbia notizia ha avuto luogo nel 2005.
Non esistono porti né sull'isola Heard né su McDonald; le navi devono ancorare al largo.

## Clima
Pur trovandosi tra il 50º parallelo e il 55º parallelo, il clima delle isole Heard e McDonald è della tundra, con inverni freddi e rigidi ed estati fresche brevi, e con temperature che non superano mai i 10 °C. In estate crescono al suolo muschi, licheni, eriche e ranuncoli dei ghiacci. Le precipitazioni annue a livello del mare sull'isola Heard sono nell'ordine di 1300–1900 mm; piove o nevica circa 3 giorni su 4.

## Amministrazione ed economia
Come molti altri territori esterni, l'amministrazione è curata direttamente dal governo centrale australiano, specificamente dalla Divisione Antartica Australiana del Dipartimento dell'Ambiente e del Patrimonio, che si trova a Hobart e che amministra anche il Territorio Antartico Australiano. Sono abitate da numerose specie di foche e di uccelli marini. Le isole fanno parte di una riserva marina ampia 65.000 km² e sono visitate principalmente per scopi di ricerca.
Fra il 1947 e gli anni cinquanta vi erano campi adibiti a foresteria ad Atlas Cove (su Heard Island) e, nel 1971, a Williams Bay (su McDonald Island).
Anche se non c'è alcun tipo di attività economica, alle isole è stato comunque assegnato un codice nazionale (HM) e un dominio di primo livello internet (.hm).

## Storia
Heard Island non ebbe visitatori fino alla metà del XIX secolo. Con ogni probabilità, fino ad allora nessun essere umano aveva mai visto le isole. Si pensa che Peter Kemp, un cacciatore di foche britannico, sia stato la prima persona ad avvistare le isole, il 27 novembre 1833, mentre a bordo del brigantino Magnet stava navigando dalle Isole Kerguelen all'Antartide: pare infatti che abbia inserito le isole nella sua mappa del 1833.
Il capitano John Heard, un cacciatore di foche statunitense che viaggiava a bordo della nave Oriental, avvistò le isole il 25 novembre 1853, durante un viaggio da Boston a Melbourne. Riferì della scoperta il mese successivo ed ebbe l'onore di vedere un'isola battezzata col suo nome. Sei settimane dopo il capitano William McDonald, a bordo del Samarang, scoprì le McDonald Islands, il 4 gennaio 1854.
I primi a metter piede sulle isole furono i cacciatori di foche del Corinthian, comandato dal capitano Erasmus Darwin Rogers, nel marzo del 1855, nel luogo chiamato Oil Barrel Point. Tra il 1855 e il 1880 diversi cacciatori di foche americani vissero sull'isola per periodi anche prolungati, in condizioni spaventose (sempre a Oil Barrel Point). Nel 1880 la maggior parte della popolazione di foche era stata sterminata e i cacciatori lasciarono le isole. In tutto, nei 25 anni di caccia spietata vennero prodotti più di 100.000 barili di olio di elefante marino.
A causa delle forti correnti nei pressi delle isole si sono verificati numerosi naufragi. Nel 1997 Heard Island e McDonald Islands sono state inserite nell'elenco dei Patrimoni dell'umanità dell'UNESCO.